# Selecció de bàsquet de Puerto Rico
La Selecció de bàsquet de Puerto Rico és l'equip format per jugadors porto-riquenys que representen la Federació Porto-riquenya de Bàsquetbol a les competicions internacionals organitzades per la Federació Internacional de Bàsquet (FIBA) i el Comitè Olímpic Internacional (COI): els Jocs Olímpics, el Campionat mundial de Bàsquet i la FIBA AmeriCup. Pertany a la zona FIBA Amèrica.

## Classificacions

### Jocs Olímpics
- 1960 - 13
- 1964 - 4
- 1968 - 9
- 1972 - 6
- 1976 - 9
- 1988 - 7
- 1992 - 8
- 1996 - 10
- 2004 - 6

### Campionats mundials
- 1959 - 5
- 1963 - 6
- 1967 - 12
- 1974 - 7
- 1978 - 10
- 1986 - 13
- 1990 - 4
- 1994 - 6
- 1998 - 11
- 2002 - 7
- 2006 - 17
- 2010 - 17
- 2014 - 19
- 2019 - 15

### Campionats americans
- 1980 -  1
- 1984 - 6
- 1988 -  2
- 1989 -  1
- 1992 - 4
- 1993 -  2
- 1995 -  1
- 1997 -  2
- 1999 - 4
- 2001 - 4
- 2003 -  3
- 2005 - 7
- 2007 -  3
- 2009 -  2
- 2011 - 4
- 2013 -  2
- 2015 - 5
- 2017 - 5

### Campionats centre-americans
- 1965 -  2
- 1969 -  3
- 1971 -  2
- 1973 -  1
- 1975 -  2
- 1977 -  2
- 1981 -  2
- 1985 -  1
- 1987 -  1
- 1989 -  1
- 1991 -  1
- 1993 -  1
- 1995 -  3
- 1997 -  2
- 1999 -  2
- 2001 -  1
- 2003 -  1
- 2004 -  2
- 2006 -  3
- 2008 -  1
- 2010 -  1
- 2012 -  2
- 2014 -  2
- 2016 -  1

### Jocs Panamericans
- 1959 -  2
- 1963 -  3
- 1967 - 5
- 1971 -  2
- 1975 -  2
- 1979 -  2
- 1983 - 6
- 1987 -  3
- 1991 -  1
- 1995 - 6
- 1999 -  3
- 2003 -  3
- 2007 -  2
- 2011 -  1
- 2015 - 6
- 2019 -  2

## Jugadors destacats
Fonts:
- Carlos Arroyo
- Renaldo Balkman
- José Juan Barea
- Teófilo Cruz
- Raymond Dalmau
- Butch Lee
- Edgar de León
- Jerome Mincy
- Mario Morales
- José "Piculin" Ortiz
- Peter John Ramos
- Ramón Rivas
- Ángel Daniel Vassallo
- Juan Vicens